# Heiko Maas
Heiko Josef Maas (Saarlouis, 19 september 1966) is een Duits politicus van de Sozialdemokratische Partei Deutschlands (SPD). Hij was van 14 maart 2018 tot 8 december 2021 minister van Buitenlandse Zaken in het kabinet-Merkel IV. Eerder was hij onder meer minister van Justitie in het kabinet-Merkel III (2013–2018).

## Biografie
Heiko Maas is afkomstig uit de Duitse deelstaat Saarland. Hij werd geboren in Saarlouis en doorliep de middelbare school in Völklingen. Na zijn militaire dienst was hij een jaar werkzaam bij Ford Saarlouis, waarna hij een studie rechten begon aan de Universiteit van Saarland. In 1993 studeerde hij daar af.
Maas sloot zich in 1989 aan bij de SPD en werd in 1992 voorzitter van de lokale jongerenafdeling van deze partij. Op voordracht van de toenmalige minister-president Oskar Lafontaine nam Maas in oktober 1994 zitting in de Landdag van Saarland, waarin hij als parlementslid tot 2013 actief zou blijven. Tweemaal maakte hij deel uit van de deelstaatregering: van november 1998 tot september 1999 was hij minister van Milieu, Energie en Verkeer in het kabinet van Reinhard Klimmt en van mei 2012 tot december 2013 was hij minister van Economische Zaken, Arbeid, Verkeer en Energie onder Annegret Kramp-Karrenbauer. In laatstgenoemde periode was hij tevens vice-minister-president. Tussen 2000 en 2018 was Maas partijleider van de SPD in Saarland.
In december 2013 maakte Maas de overstap naar de Bondsregering in Berlijn, waar hij minister van Justitie en Consumentenbescherming werd in het derde kabinet van Angela Merkel. Samen met de toenmalige minister voor Familie- en Vrouwenzaken, Manuela Schwesig, verwezenlijkte Maas in 2016 de invoering van het Vrouwenquotum, een wet die de honderd grote bedrijven op de Duitse DAX-index oplegt dat zij ten minste 30% vrouwen op topposities benoemen. Na de federale verkiezingen van 2017 werd Maas lid van de Bondsdag.
In maart 2018 trad het kabinet-Merkel IV aan, waarin Maas benoemd werd tot minister van Buitenlandse Zaken. Hij vervulde deze functie tot 8 december 2021, toen hij werd opgevolgd door Annalena Baerbock.
- CiNii: DA19098973
- DBLP: 169/1306
- Gemeinsame Normdatei: 1035528010
- Library of Congress Control Number: no2017126236
- Nationale Bibliotheek van Tsjechië: jo20181012015
- Nationale Bibliotheek van Israël: 987009156735705171
- Nationale Bibliotheek van Polen: a0000003824850
- Nederlandse Thesaurus van Auteursnamen: 408653957
- Système universitaire de documentation: 228850681
- Virtual International Authority File: 300961164
- WorldCat: E39PBJrgDymYDHPkkmvwJtGJXd